# Vinyl 1
Vinyl #1 — дебютный студийный альбом российской поп-певицы Zivert, выпущенный 27 сентября 2019 года на лейбле «Первое музыкальное Издательство». В пластинку вошло 9 треков.

## История
Певица заявила, «что добиться желаемого результата для неё оказалось не так легко, как это может показаться на первый взгляд». Также она сказала, что песни на русском языке она репетировала дольше остальных из-за того, что не привыкла петь на русском языке.

### Синглы
30 ноября 2018 года была выпущена песня «Life» в качестве ведущего сингла из альбома. Композиция получила огромную популярность. В 2019 году стала одной из самых «зашазамленных» песен в бесплатном кроссплатформенном проекте Shazam, самых популярных треков 2019 года по версии стримингового сервиса Яндекс. Музыки и заняла второе место в рейтинге самых прослушиваемых треков в России по версии музыкальной службы Apple Music.
26 апреля 2019 года был выпущен второй сингл из альбома «Шарик» на лейбле «Первое музыкальное Издательство», а 6 сентября 2019 года был выпущен третий сингл «Beverly Hills».

## Отзывы
| Оценки критиков | Оценки критиков |
| Источник        | Оценка          |
| --------------- | --------------- |
| InterMedia      | 7,5/10          |

Алексей Мажаев, рецензент российского информационного агентства InterMedia, отметил, что «стоит обратить внимание на треки „Life“, „Двусмысленно“ и „Fly“». О композициях «Credo» и «Шарик» Алексей сказал, что они «оставляют двойственное впечатление», а песню «Бродяга-дождь» рецензент назвал «главной неудачей диска».
Также Алексей заявил, что «идея Яндекс. Музыки вставить в делюкс-версию альбома эксклюзивные треки с комментариями Zivert по поводу каждой песни тоже не сработала».

## Список композиций
| №                   | Название                               | Автор(ы)                    | Длительность |
| ------------------- | -------------------------------------- | --------------------------- | ------------ |
| 1.                  | «Безболезненно»                        | Юлия Зиверт                 | 4:13         |
| 2.                  | «Beverly Hills»                        | Юлия Зиверт                 | 3:39         |
| 3.                  | «Двусмысленно» (при участии M’Dee)     | Юлия Зиверт                 | 3:04         |
| 4.                  | «Fly»                                  | Юлия Зиверт                 | 3:13         |
| 5.                  | «Бродяга-дождь»                        | Юлия Зиверт                 | 3:35         |
| 6.                  | «Credo»                                | Юлия Зиверт                 | 3:04         |
| 7.                  | «Шарик»                                | Юлия Зиверт                 | 3:06         |
| 8.                  | «Life»                                 | Юлия Зиверт                 | 3:08         |
| 9.                  | «Life» (при участии Филиппа Киркорова) | Юлия Зиверт Филипп Киркоров | 3:09         |
| Общая длительность: | Общая длительность:                    | Общая длительность:         | 30:13        |

## Чарты
| Чарт (2019—2020)          | Высшая позиция |
| ------------------------- | -------------- |
| Литва (AGATA)             | 12             |
| Россия (iTunes)           | 7              |
| Казахстан (iTunes)        | 86             |
| Россия (Apple Music)      | 1              |
| Узбекистан (Apple Music)  | 29             |
| Украина (Apple Music)     | 30             |
| Казахстан (Apple Music)   | 39             |
| Латвия (Apple Music)      | 43             |
| Бельгия (Apple Music)     | 58             |
| Эстония (Apple Music)     | 72             |
| Таджикистан (Apple Music) | 107            |
| Азербайджан (Apple Music) | 115            |
| Кыргызстан (Apple Music)  | 116            |
| Google Play               | 3              |